# 貝爾萊克鎮區 (密歇根州卡爾卡斯卡縣)
貝爾萊克鎮區（英語：Bear Lake Township）是位於美國密歇根州卡爾卡斯卡縣的一個行政鎮區。

## 地方資料
貝爾萊克鎮區的面積為187.30平方千米，當中陸地面積為184.10平方千米，而水域面積為3.20平方千米。根據2020年美國人口普查的數據，當地共有人口668人，而人口密度為每平方千米3.57人。